# Torvikbukt
Torvikbukt ist ein Dorf in der norwegischen Kommune Gjemnes in der Provinz Møre og Romsdal und liegt an der Westküste Norwegens. Das Dorf umfasst 300 bis 500 Einwohner. Der Sunndalsfjord und der 994 Meter hohe Berg Reinsfjellet liegen in der Umgebung des Dorfes.

## Industrie
Das größte und wichtigste Unternehmen ist Gjøco AS (GmbH). Gjøco ist ein Farbenproduzent und hat den zweitgrößten Marktanteil auf dem norwegischen Markt für Innenmalereiprodukte. Der Gesamtumsatz von Gjøco betrug 2004 etwa 150 Millionen norwegische Kronen (25 Millionen US-Dollar).
Die Agrarindustrie ist ebenfalls ein wichtiger Wirtschaftszweig. Torvikbukt hat viele kleinere und mittelgroße Bauernhöfe, jedoch wurden in letzter Zeit viele Bauernhöfe nicht weitergeführt, da Nachfolger fehlten und die Landwirtschaft in der Gegend unrentabel ist.

## Tourismus
Torvikbukts Umgebung mit Fjorden und Gebirgen macht es zu einem guten Startpunkt für Bergwanderungen und Bootstouren und auch zu einem geeigneten Ort zum Fischen. Ferienhäuser sind deshalb zu einer weiteren Einnahmequelle geworden.

## Bildung
Torvikbukt verfügt über eine Grundschule, in der von der 1. bis zur 7. Klasse unterrichtet wird. Die Schule zählt etwa 40 Schüler. Bis vor kurzem wurde eine Schließung der Schule geplant, da die Geldmittel nicht mehr von der Gemeinde Gjemnes zur Verfügung gestellt werden können. Allerdings konnte dies bisher verhindert werden, da der Gemeinderat gegen eine Schließung gestimmt hatte.